# Župa sv. Petra i Pavla Bešići
Župa sv. Petra i Pavla Zagreb-Bešići je rimokatolička župa u sastavu Zagrebačke nadbiskupije. Nalazi se u naselju Gračani u sjevernom dijelu Zagreba.

## Položaj i povijest
Bešići su ulica u istočnom dijelu Gračana. Oko ulice je okupljeno manje naselje. To naselje, kao i okolne ulice, pripadale su župi Uznesenja Marijina u Remetama sve do 1979. godine. Tada nadbiskup Franjo Kuharić donosi Dekret o osnivanju župe, kojim osniva župu sv. Petra i Pavla Zagreb-Bešići. Iste godine je gospodin Stanko Bešić prodao župi svoju kuću i zemljište, a novac za kupnju je prikupljen darom župljana i donacijom nadbiskupije.
Na župni blagdan, 29. lipnja 1983. kardinal Kuharić osobno je posvetio crkvu, odnosno kuću preuređenu za bogoslužje. Ta kuća je nekada služila kao mlin na potoku Bliznecu, no izgubila je svoju prvotnu ulogu nakon što je potoku skrenuto korito. Posebna zanimljivost i sjećanje na prijašnju namjenu zgrade je mlinski kamen žrvanj koji se i danas nalazi ispod oltara crkve i služi kao potporanj oltarnom stolu.
Župa je, iako pravno gledano samostalna, do 2001. godine bila pod upravom oca karmelićana iz Remeta. Početkom rujna u službu je uveden prvi župnik, dijecezanski svećenik vlč. Alfred Kolić. Tada župa i formalno postaje samostalna. Vlč. Kolića 2004. godine zamjenjuje vlč. Marijan Kušenić. Godine 2007. godine župnik je bio vlč. mr. Stjepan Petika, koji tu službu vršio do svoje smrti 3. srpnja 2021. U kolovozu 2021. imenovan je novi župnik, vlč. mr. Mladen Škvorc.
Župa svake godine na Veliki petak organizira pobožnost križnog puta na šumskoj stazi Bliznec.
Zajedno sa susjednim župama Remete i Gračani drugog vikenda u srpnju župljani hodočaste Majci Božjoj Bistričkoj u sklopu više od 130 godina starog zavjetnog hodočašća.
Crkva u starom mlinu je premala za funkciju župne crkve te se planira proširenje ili gradnja nove crkve, no još ništa konkretno nije poduzeto u tom smjeru.
Župno proštenje Petrovo slavi se svake godine 29. lipnja.

## Vanjske poveznice
- Župa sv. Petra i Pavla, Bešići, facebook stranice župe